# Иргизлинский сельсовет
Иргизлинский сельсовет — муниципальное образование Бурзянском районе Республики Башкортостан Российской Федерации.

## История
Постановлением Всероссийского ЦИК «Об изменениях в административно-территориальном делении Башкирской АССР» от 20 февраля 1932 года Иргизлинский сельсовет и селение Суюшево, Альмясовского сельсовета, Мраковского района, переданы в состав Бурзянского района.
Согласно Закону о границах, статусе и административных центрах муниципальных образований в Республике Башкортостан имеет статус сельского поселения.

## Население
| 2002 | 2009 | 2010 | 2012 | 2013 | 2014 | 2015 |
| ---- | ---- | ---- | ---- | ---- | ---- | ---- |
| 833  | ↗867 | ↘794 | ↗802 | ↘782 | ↘773 | ↗779 |
| 2016 | 2017 |      |      |      |      |      |
| ↗783 | ↘775 |      |      |      |      |      |

## Состав сельского поселения
| № | Населённый пункт | Тип населённого пункта          | Население |
| - | ---------------- | ------------------------------- | --------- |
| 1 | Иргизлы          | деревня, административный центр | ↘366      |
| 2 | Кутаново         | деревня                         | ↘317      |
| 3 | Максютово        | деревня                         | ↘111      |